# Hipofosfatazja
Hipofosfatazja – rzadko występująca choroba genetyczna związana z metabolizmem witaminy B6.
Powoduje ją mutacja genu kodującego tkankowo niespecyficzną fosfatazę alkaliczną. To białko funkcjonuje jako ektoenzym, regulujące zewnątrzkomórkowy poziom 5'-fosforanu pirydoksalu. Badania wykazały, że tkankowo niespecyficzna fosfataza alkaliczna uczestniczy w metabolizmie witaminy B6. 
Choroba istnieje w 2 wariantach: autosomalnym recesywnym oraz autosomalnym dominującym.
Wyróżnionych jest kilka form hipofosfatazji:
- element A perinatalna (czyli pojawiająca się w okresie od około 5 miesięcy przed urodzeniem do 1 miesiąca po urodzeniu – ta odmiana zawsze jest śmiertelna)
- element B niemowlęca (śmiertelna w około 50% przypadków)
- element C dziecięca, występującą u ludzi dorosłych i odontohipofosfatazję (związaną z zębami)

Do tej pory nie odkryto leku na tę chorobę. Podejrzewa się, że cholina może mieć pozytywne korzyści zdrowotne, toteż stosuje się ją jako suplement diety dla cierpiących na hipofosfatazję.